# پرومیسلووی
پرومیسلووی (به لاتین: Promyslovy) یک منطقهٔ مسکونی در روسیه است که در استان آستراخان واقع شده‌است.